# Comunitat de comunes Les Portes Briardes entre Villes et Forêts
La Comunitat de comunes Les Portes briardes entre villes et forêts (en francés: Communauté de communes Les Portes briardes entre villes et forêts) és una comunitat de comunes del departament de Sena i Marne, a la regió de l'Illa de França.
Creada al 2010, està formada 5 municipis i la seu es troba a Ozoir-la-Ferrière.

## Municipis
1. Férolles-Attilly
2. Gretz-Armainvilliers
3. Lésigny
4. Ozoir-la-Ferrière
5. Tournan-en-Brie